# Pablo Berger
Pablo Berger Uranga (Bilbao, 1963 –) négyszeres Goya-díjas spanyol filmrendező és forgatókönyvíró.
Filmrendezései közé tartozik a Szex, hazugság, super 8-as – Torremolinos 73 (2003) című vígjáték, a Hófehérke (2012) című fekete-fehér némafilm, valamint a 2017-es Abrakadabra.
2023-ban bemutatott Robotálmok című rendezését Oscar-díjra jelölték legjobb animációs film kategóriában.

## Filmográfia
| Év   | Magyar cím                                   | Eredeti cím      | Feladatkör | Feladatkör | Feladatkör   |
| Év   | Magyar cím                                   | Eredeti cím      | Rendező    | Író        | Producer     |
| ---- | -------------------------------------------- | ---------------- | ---------- | ---------- | ------------ |
| 1988 |                                              | Mamá (rövidfilm) | Igen       | Igen       | Nem          |
| 2003 | Szex, hazugság, super 8-as – Torremolinos 73 | Torremolinos 73  | Igen       | Igen       | Társproducer |
| 2012 | Hófehérke                                    | Blancanieves     | Igen       | Igen       | Igen         |
| 2017 | Abrakadabra                                  | Abracadabra      | Igen       | Igen       | Igen         |
| 2023 | Robotálmok                                   | Robot Dreams     | Igen       | Igen       | Igen         |

## Díjak és jelölések
Oscar-díj
| Év   | Kategória              | Jelölt mű  | Eredmény |
| ---- | ---------------------- | ---------- | -------- |
| 2024 | legjobb animációs film | Robotálmok | Jelölve  |

César-díj
| Év   | Kategória             | Jelölt mű | Eredmény |
| ---- | --------------------- | --------- | -------- |
| 2014 | legjobb külföldi film | Hófehérke | Jelölve  |

Európai Filmdíj
| Év   | Kategória                      | Jelölt mű  | Eredmény |
| ---- | ------------------------------ | ---------- | -------- |
| 2013 | legjobb európai film           | Hófehérke  | Jelölve  |
| 2013 | legjobb európai rendező        | Hófehérke  | Jelölve  |
| 2023 | legjobb európai animációs film | Robotálmok | Elnyerte |

Goya-díj
| Év   | Kategória                                   | Jelölt mű                                    | Eredmény | Ref.  |
| ---- | ------------------------------------------- | -------------------------------------------- | -------- | ----- |
| 2004 | legjobb eredeti forgatókönyv                | Szex, hazugság, super 8-as – Torremolinos 73 | Jelölve  | [ 5 ] |
| 2004 | legjobb új rendező                          | Szex, hazugság, super 8-as – Torremolinos 73 | Jelölve  | [ 5 ] |
| 2013 | legjobb film                                | Hófehérke                                    | Elnyerte | [ 6 ] |
| 2013 | legjobb rendező                             | Hófehérke                                    | Jelölve  | [ 6 ] |
| 2013 | legjobb eredeti forgatókönyv                | Hófehérke                                    | Elnyerte | [ 6 ] |
| 2013 | legjobb eredeti dal (No te puedo encontrar) | Hófehérke                                    | Elnyerte | [ 6 ] |
| 2018 | legjobb eredeti forgatókönyv                | Abrakadabra                                  | Jelölve  | [ 7 ] |
| 2024 | legjobb adaptált forgatókönyv               | Robotálmok                                   | Elnyerte | [ 8 ] |
| 2024 | legjobb animációs film                      | Robotálmok                                   | Elnyerte | [ 8 ] |

## Fordítás
- Ez a szócikk részben vagy egészben  a   Pablo Berger című angol Wikipédia-szócikk ezen változatának fordításán alapul.  Az eredeti cikk szerkesztőit annak laptörténete sorolja fel. Ez a jelzés csupán a megfogalmazás eredetét és a szerzői jogokat jelzi, nem szolgál a cikkben szereplő információk forrásmegjelöléseként.